# Duanesburg (hrabstwo Schenectady)
Duanesburg – jednostka osadnicza w Stanach Zjednoczonych, w stanie Nowy Jork, w hrabstwie Schenectady.